# عادل هرماش
عادل هرماش (عربی: عادل هرماش؛ زادهٔ ۲۷ ژوئن ۱۹۸۶) بازیکن فوتبال اهل مراکش است.
از باشگاه‌هایی که در آن بازی کرده‌است می‌توان به باشگاه فوتبال الظفره، باشگاه فوتبال تولوز، باشگاه فوتبال لانس، باشگاه فوتبال الوحده امارات، باشگاه فوتبال نیم المپیک، و باشگاه فوتبال الهلال اشاره کرد.
وی همچنین در تیم ملی فوتبال مراکش بازی کرده‌است.